# Iridogorgia pourtalesii
Iridogorgia pourtalesii is een zachte koraalsoort uit de familie Chrysogorgiidae. De koraalsoort komt uit het geslacht Iridogorgia. Iridogorgia pourtalesii werd in 1883 voor het eerst wetenschappelijk beschreven door Verrill.